# Оквир
Оквир (или рам) је предмет који служи за причвршћивање или само ограничавање неког другог предмета или материјала који могу бити изложени ломљењу, цепању и сл. Оквир се из тих разлога прави најчешће од чврстих материјала као што су дрво, пластика или метал. С обзиром на велике могућности обраде ових материјала оквир поред основног својства добија и декоративно својство.
Најчешће се користи као оквир за слику, фотографију или огледало. Такође рам може да подразумева и помоћна средства у пољопривреди и занатству, као нпр. рам у кошницама за пчеле и слично.

## Историја
Један од најстаријих пронађених рамова датира из старог Египта, и откривен је у једној од гробница. Ипак нагла експанзија у коришћењу рамова је дошла много касније у 14. и 15. веку. Највише је било присутно по црквама. Тада почиње прављење уметничких рамова и то је нарочито изражено у Православним црквама, где су окруживале иконе. Са ренесансом долази до примене рамова и ван верских објеката и то прво у Италији. За време Луја XIII, рамови добијају снажан утицај његове префињености. Рамови постају тањи од италијанских али са гомилом детаља. Овај континуирани дизајн је било почетак барокноg стила у урамљивању слика.

## Конструкција
Рамови се најчешће праве од дрвета. У црквама су рамови најчешће једноделни и изрезбарени су од једног комада. Ипак за свакодневну употребу праве се рамови од четири странице које се спајају на ивицама. Већина рамова за уметничке слике са предње стране немају никакву заштиту. Ипак са предње стране додаје се стакло као неизбежан детаљ код чувања пре свега драгоцених слика, као и фотографија. Најпознатија слика Мона Лизе од Леонарда да Внчија се чува у раму са посебним стаклом, али је ипсред додата још једно велико стакло како би спречило велики утицај блицева од фото апарата али и физичког оштећења слике. Стакла су често специјално прављена како не би пустала одређена штетна зрачења са предње стране. Са задње стране се често ставља папир како би спречио прашину да улази унутар слике и са задње стране. Такође и за ову намену постоји специјални квалитет папира.

## Галерија
- Италијански рам из доба ренесансе
- Огромни рамови у Лувру
- Украсни дрвени рам за колекцију фотографија, Музеј Семберије у Бијељини